# HD188164
HD188164 — хімічно пекулярна зоря спектрального класу A3, що має видиму зоряну величину в смузі V приблизно  6,4.
Вона  розташована на відстані близько 341,2 світлових років від Сонця.